# Bobby, the Coward
Bobby, the Coward è un cortometraggio muto del 1911 diretto da D.W. Griffith.

## Trama
Bobby viene ritenuto un codardo dalla sua ragazza dopo che, insultato da alcuni teppisti, ha rifiutato di battersi. La ragazza si ricrederà quando la gang, fatta irruzione in casa di Bobby, verrà messa al tappeto dal presunto vigliacco.

## Produzione
Il film fu prodotto dalla Biograph Company. Venne girato a New York e nel New Jersey, a Forth Lee, negli studi della Biograph.

## Distribuzione
Distribuito dalla General Film Company, il film - un cortometraggio di una bobina - uscì nelle sale cinematografiche statunitensi il 13 luglio 1911.